# Glide (API)
Glide is een door 3dfx ontwikkelde software  API die ervoor zorgt dat ontwikkelaars van 3D-spellen een zo hoog mogelijke prestatie kunnen halen met hun '3D graphics rendering software'. Glide zorgt ervoor dat de interne hardware van 3dfx's Voodoo-kaarten direct kan worden aangesproken, in plaats van via een "abstraction layer", welke er bij andere API's voor zorgde dat de API op elk type videokaart kon werken.
Door de verbeterde prestaties van de OpenGL en DirectX API's wordt Glide tegenwoordig niet meer gebruikt.